# 月球6号
月球6号（俄语：Луна-6）是苏联于1965年6月8日（UTC时间07:41:00）发射的无人月球探测器。苏联航天部门计划让它在月球上实现软着陆，但未能成功。月球6号的飞行路线偏离月球，最近时距离月球159612.8公里（1965年6月11日，UTC时间17:00）。结果成为一颗围绕太阳旋转的人造行星。
后来的调查显示，月球6号的任务失败是由于人为因素。很可能是因为地面人员输入了错误的指令而引起了轨道偏差。